# RTL Televizija
RTL Televizija is een commerciële televisiezender uit Kroatië. Ze begon met uitzenden op 30 april 2004. Deze was voor 74% in handen van de RTL Group. Sinds 1 juni 2022 is de zender in handen van CME Group aangezien RTL Group zijn aandeel heeft verkocht. Het is de tweede commerciële zender in Kroatië die in het gehele land te zien is. De eerste Kroatische zender die commercieel ging was Nova TV.
Vanaf het begin zendt de zender een dagelijks nieuwsprogramma uit, dat nog steeds uitgezonden wordt rond 18:45. Hun meest bekeken programma's van eigen makelij zijn onder andere een talkshow Sanja, de soapopera Zabranjena ljubav, dagelijks magazine Exploziv, Bibin svijet, en de Kroatische versie van Big Brother. Ook zenden ze sitcoms en series uit van Amerikaanse origine, zoals CSI: NY en Cold Case. Ook veel films die in het buitenland zijn gemaakt en daar populair zijn, worden uitgezonden. Rechtstreekse sportuitzendingen zijn niet een vast item, maar worden weleens in de programmering opgenomen. Dit bevat dan voetbal, boksen enz. 
RTL Televizija werd snel populair onder de Kroatische kijkers en is sinds medio 2005 de tweede televisiezender in Kroatië. Alleen HRT 1 heeft hogere kijkcijfers. In 97% van het land kan naar deze zender worden gekeken.

## Marktaandeel (doelgroep: 18-49 jaar)
- 2004 : 29,5%
- 2005 : 28,6%

## Aandeel advertentiemarkt
- 2004 : 16,3%
- 2005 : 38,4%

## Programma's

### Televisieroman
- Machos
- Padre Coraje
- Pasion de Gavilanes
- Sos Mi Vida
- Zabranjena ljubav
- Montecristo

### Comedie
- Fresh Prince Of Bel-Air
- Family Matters
- Home Improvement
- Married... with Children
- Roseanne
- Mad About You
- Nikola
- The Nanny
- Sabrina
- Bibin svijet

### Drama
- Boston Public
- Rescue Me
- North and South
- 1-800-Missing
- CSI: NY
- Jonny Zero
- Tarzan : New York
- Tru Calling
- The Guardian
- The FBI Files
- The New Detectives
- Diaries Of Death
- Prison Break
- CSI: Crime Scene Investigation
- Everwood

### Nieuws
- Podnevne vijesti
- Središnje vijesti
- Večernje vijesti

### Praatprogramma's
- Sanja
- Exploziv
- Salto
- Zvijezde Ekstra
- Žuta minuta
- Auto Motiv TV
- Mjenjačnica

### Jeugdprogrammering
- Transformers Cybertron
- Dexter's Laboratory
- Scooby-Doo, Where are you!
- Jagodica Bobica (Strawberry Shortcake)
- Battle B-Daman
- Ed, Edd and Eddy
- Cow and Chicken

### Reality
- Big Brother
- Mijenjam ženu
- Dvornikovi